# Římskokatolická církev v Lucembursku
Římskokatolická církev je největší církví Lucemburska. Oficiální statistiky o vyznání obyvatel neexistují, neboť od roku 1979 je vládní sběr údajů o náboženském vyznání či praktikování náboženských úkonů ilegální. Podle různých odhadů se počet katolíků v Lucembursku udává okolo 380 000 (cca 86 % obyvatel). Území Lucemburska je spravováno lucemburskou arcidiecézí.